# Roman Křenek
Roman Křenek (* 1976) ist ein ehemaliger tschechischer Skispringer.
Křenek startete ab 1996 im Skisprung-Continental-Cup. Auf Grund guter Leistungen gab er am 14. Dezember 1996 sein Debüt im Skisprung-Weltcup. Dabei erreichte er in Harrachov den 40. Platz. Die Continental-Cup-Saison 1996/97 beendete er am Ende auf dem 3. Platz in der Gesamtwertung. Aus diesem Grund wurde er im Februar 1997 erneut für den Weltcup nominiert und konnte in Willingen mit dem 14. Platz im ersten und dem 10. Platz im zweiten Springen seine ersten Weltcup-Punkte gewinnen. Im ersten Skifliegen am Kulm konnte er erneut Weltcup-Punkte gewinnen. Die Weltcup-Saison 1996/97 beendete er auf dem 46. Platz in der Gesamtwertung. Im Skiflug-Weltcup wurde er 41. und in der Sprungwertung belegte er den 45. Platz. 1998 startete er noch einmal zu einem Weltcup-Springen, verpasste jedoch in Ramsau am Dachstein mit Platz 32 die Punkteränge nur knapp. Nach einem weiteren erfolglosen Jahr im Continental Cup beendete Křenek 1999 seine aktive Skisprungkarriere.